# Casernes de la Garde des Equites Singulares

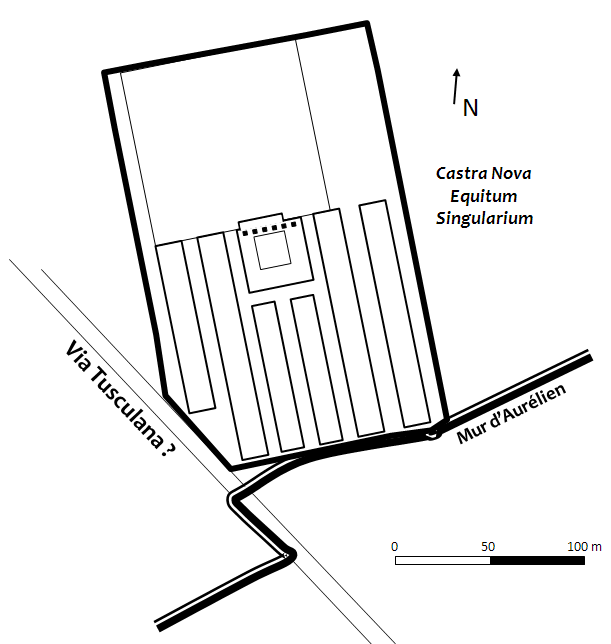
Plan des Castra Nova.

Les casernes de la Garde des Equites Singulares sont construites au cours du IIe siècle afin d'abriter les Equites Singulares, en quelque sorte les gardes du corps montés de l'empereur composés d'éléments d'origine barbare. À partir du IIIe siècle, le corps dispose de deux casernes, avant d'être dissous sous Constantin.

## Localisation
Les vestiges de la plus ancienne des deux casernes sont retrouvés dans les années 1885/1889 sur le Cælius, au nord-est de la basilique actuelle de Saint-Jean de Latran. La seconde caserne est également située sur le Cælius et a été construite en lieu et place d'habitations privées, dont la Domus Laterani, une domus du Ier siècle acquise par Néron vers 65. Des vestiges de cette caserne ont été mis au jour vers 1934/1938 sous la basilique du Latran. La Garde des Equites Singulares dispose aussi d'une sépulture sur la Via Labicana.

## Histoire

### Antiquité
La première caserne (Castra Priora Equitum Singularium) est probablement construite après l'institution du corps des Equites Singulares par l'empereur Vespasien ou Trajan en remplacement de la garde germaine dissoute sous Galba.
La seconde caserne (Castra Nova Severiana Equitum Singularium) est construite sous le règne de l'empereur Septime Sévère lorsqu'il augmente les effectifs, qui passent de 1 500 à 2 000 hommes, en 193 apr. J.-C. La première caserne continue d'abriter les 1 500 hommes de la garde initiale.
Ce corps est dissous après 320, comme celui de la Garde prétorienne, par l'empereur Constantin Ier (ou Gallien). Il est remplacé par les protectores sous le règne de Gordien III. La Castra Priora Equitum Singularium n'est pas rasée au contraire de la Castra Nova Severiana Equitum Singularium qui est remplacée par la première grande église chrétienne de la ville au début du IVe siècle : l'archibasilique Saint-Jean de Latran.

### Fouilles archéologiques
Des vestiges des Castra Nova sont mis au jour entre 1934 et 1938 lors de fouilles menées par Enrico Josi sous la basilique du Latran, profitant de la construction d'un sol en béton dans la nef. Les vestiges de la caserne, qui correspondent pour une grande part au quartier des officiers (principia), un grand entrepôt de deux étages et deux casernements, se mêlent à ceux d'une domus ayant appartenu à Néron et à ceux de l'église de l'époque constantinienne. Dans les principia, deux pièces sont particulièrement bien conservées. C'est dans l'une d'elles qu'est retrouvé le 13 août 1934 un chapiteau ionique portant deux inscriptions gravées,. La première est datée du 1er janvier 197, au début du consulat de Lucius Cuspius Rufinus (es) et de Titus Sextius Magius Lateranus. Elle célèbre la dédicace d'une schola curatorum à Minerva Augusta. La deuxième inscription est dédiée en 203, au retour des gardes à Rome après avoir escorté l'empereur. La formule expeditio felicissima fait sans doute référence à la série d'évènement qui se sont déroulés depuis 197. Les deux inscriptions sont dédiées par le collegium curatorum, c'est-à-dire l'association des curateurs de la garde impériale.

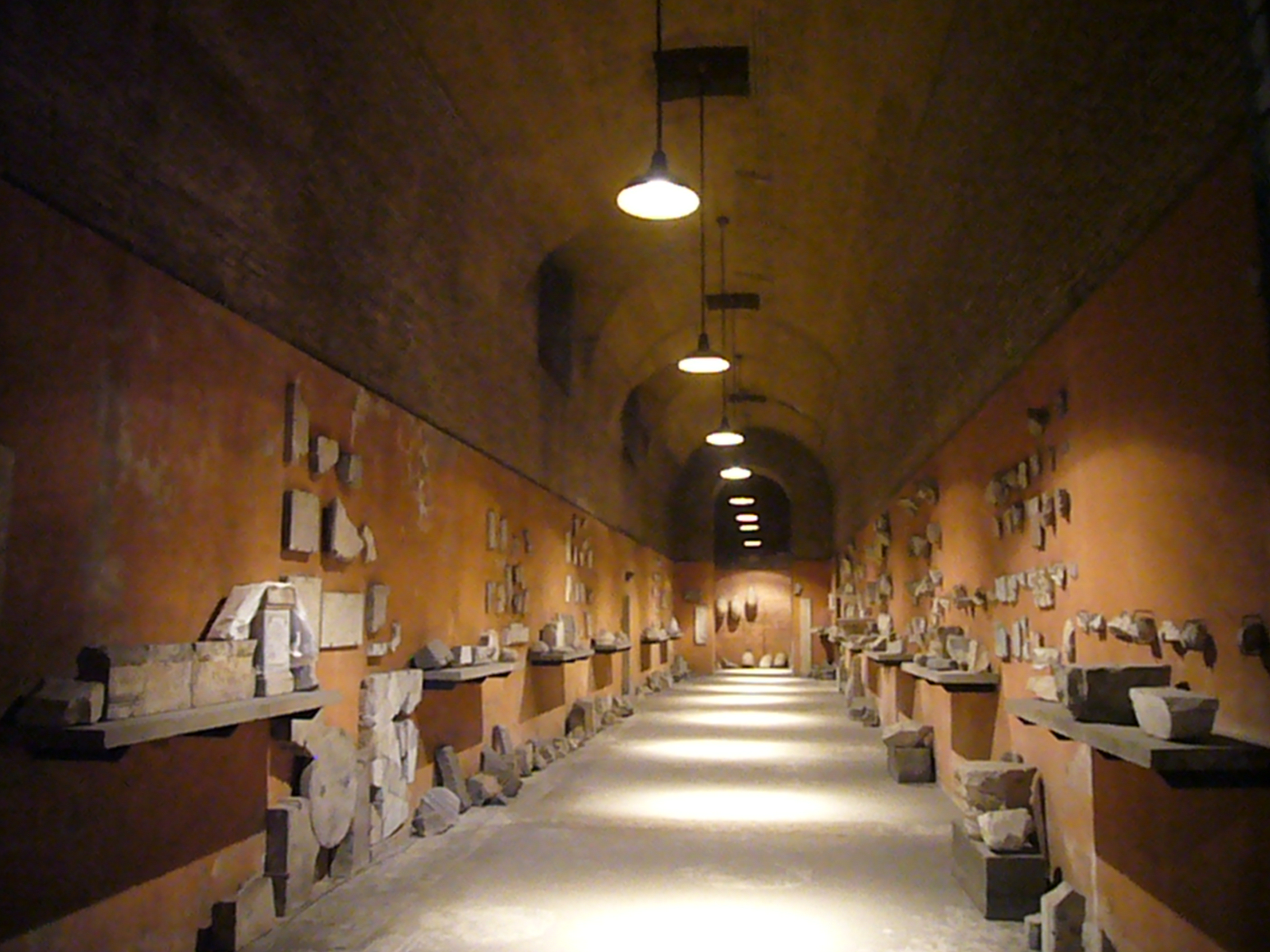
Accès au site des fouilles depuis le sous-sol de la basilique du Latran.
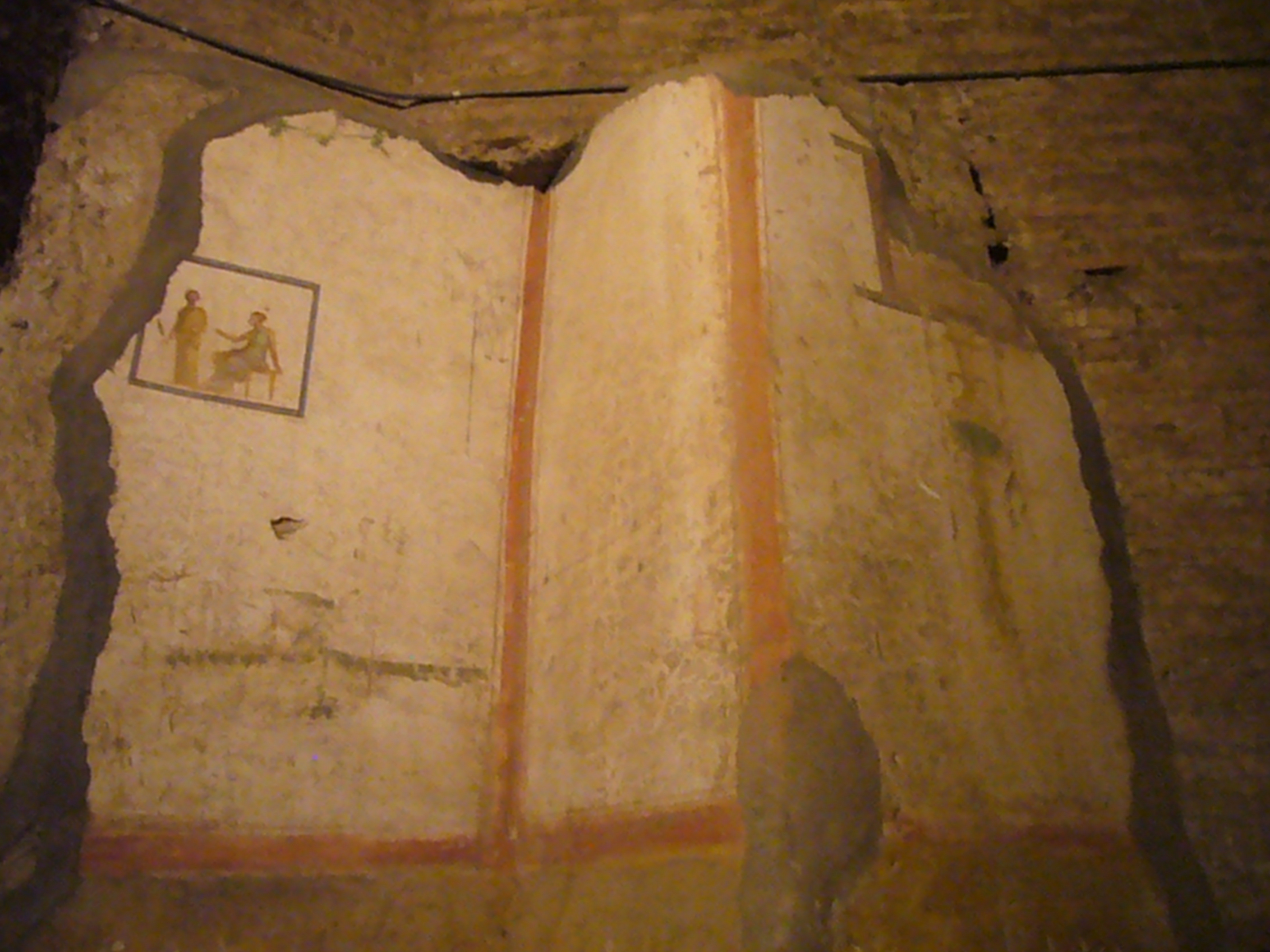
Fresque retrouvée lors des fouilles.
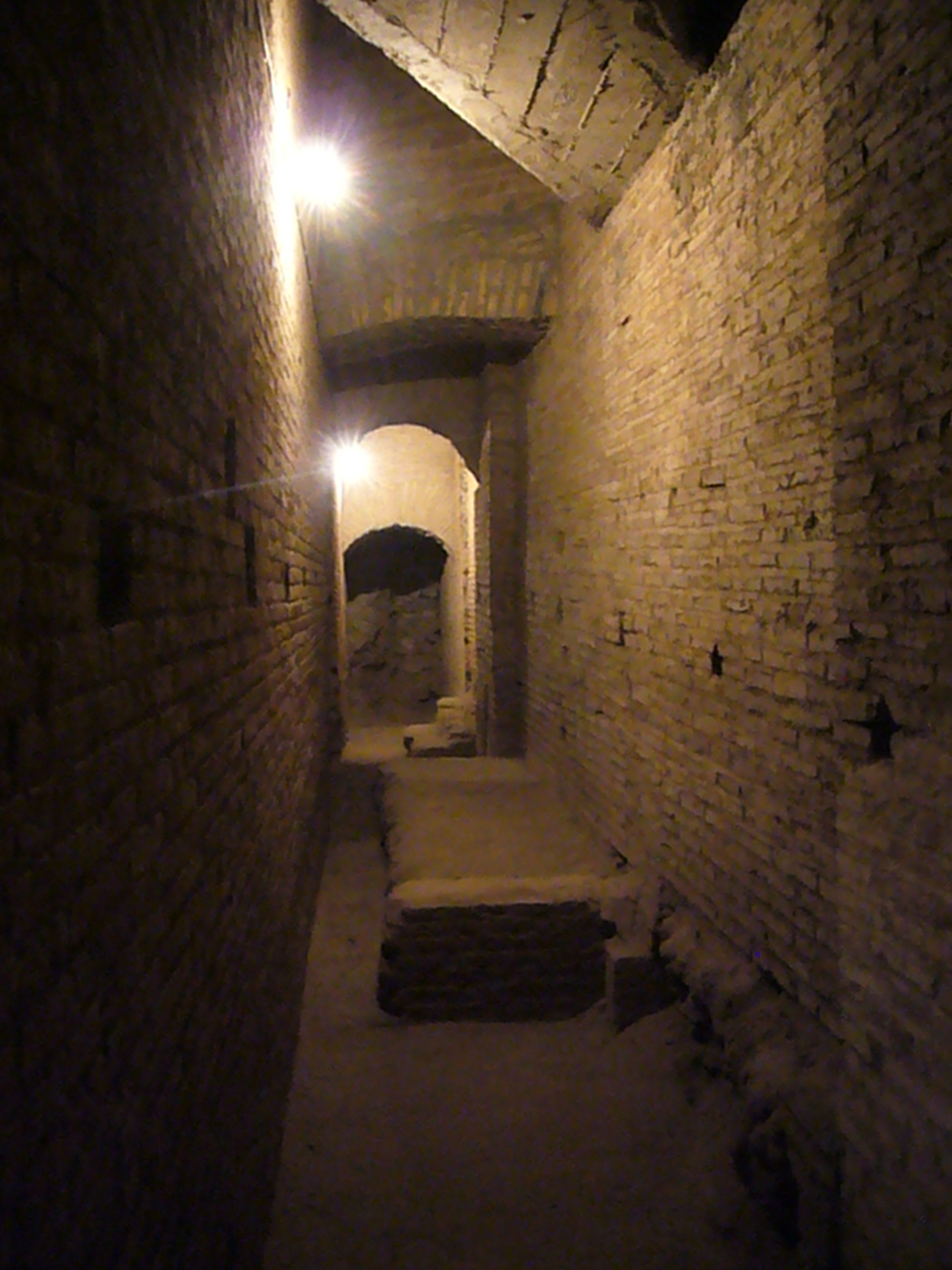
Chemin d'accès aux fouilles.

## Description
Les Castra priora ont une forme analogue au camp prétorien mais de plus petites dimensions. Au pied des murs sont alignés des piédestaux portant des inscriptions en l'honneur des empereurs et quelques autels de marbre.
Parmi les vestiges des Castra nova on peut citer les restes de chambres à murs de blocage revêtus de brique et deux bases honorifiques élevées en l'honneur de Septime Sévère. La caserne est orientée selon un axe nord-sud. Le praetorium est composé d'une cour centrale de 15 × 21 mètres fermée au nord par un portique, au sud par le sacrarium du camp et sur les autres côtés par les quartiers des officiers. Plus à l'ouest se dresse un bâtiment en longueur dont les pièces s'ouvrent dans des directions opposées et qui sert de baraquements aux troupes. Les pièces sont décorées de mosaïques aux motifs noirs et blancs au sol et de peintures aux murs.